# Нова Гребля (Хмільницький район)
Нова́ Гре́бля — село в Україні, у Вінницькій області,  Хмільницькому районі. Раніше входило до складу Турбівського району. Населення становить 1150 осіб.

## Історія
Михайлівська церква цегляна, у стилі пізнього класицизму, побудована в 1860 р. На стінах зберігся живопис 19 ст. В селі є професійно-технічне училище. 
5 жовтня 1604 року в селі зупинялося українсько-польське військо яке 20 червня 1605 року захопило Москву.
У 2017-2020 роках - адміністративний центр Новогребельської сільської громади.
12 червня 2020 року, відповідно до Розпорядження Кабінету Міністрів України № 707-р, «Про визначення адміністративних центрів та затвердження територій територіальних громад Вінницької області», увійшло до складу Калинівської міської громади.
19 липня 2020 року, в результаті адміністративно-територіальної реформи і ліквідації Калинівського району, село увійшло до складу новоутвореного Хмільницького району.

## Відомі люди
У селі народилися:
- Бессараба Леонід Павлович  — заслужений художник України;
- Борецький Віталій Васильович — поет;
- Гедз Микола Сергійович — поет, краєзнавець, педагог;
- Ткаченко Наталія Юріївна — поетеса;
- Яворський Сергій Іванович (1892 —1923) — полковник Армії УНР.

## Галерея

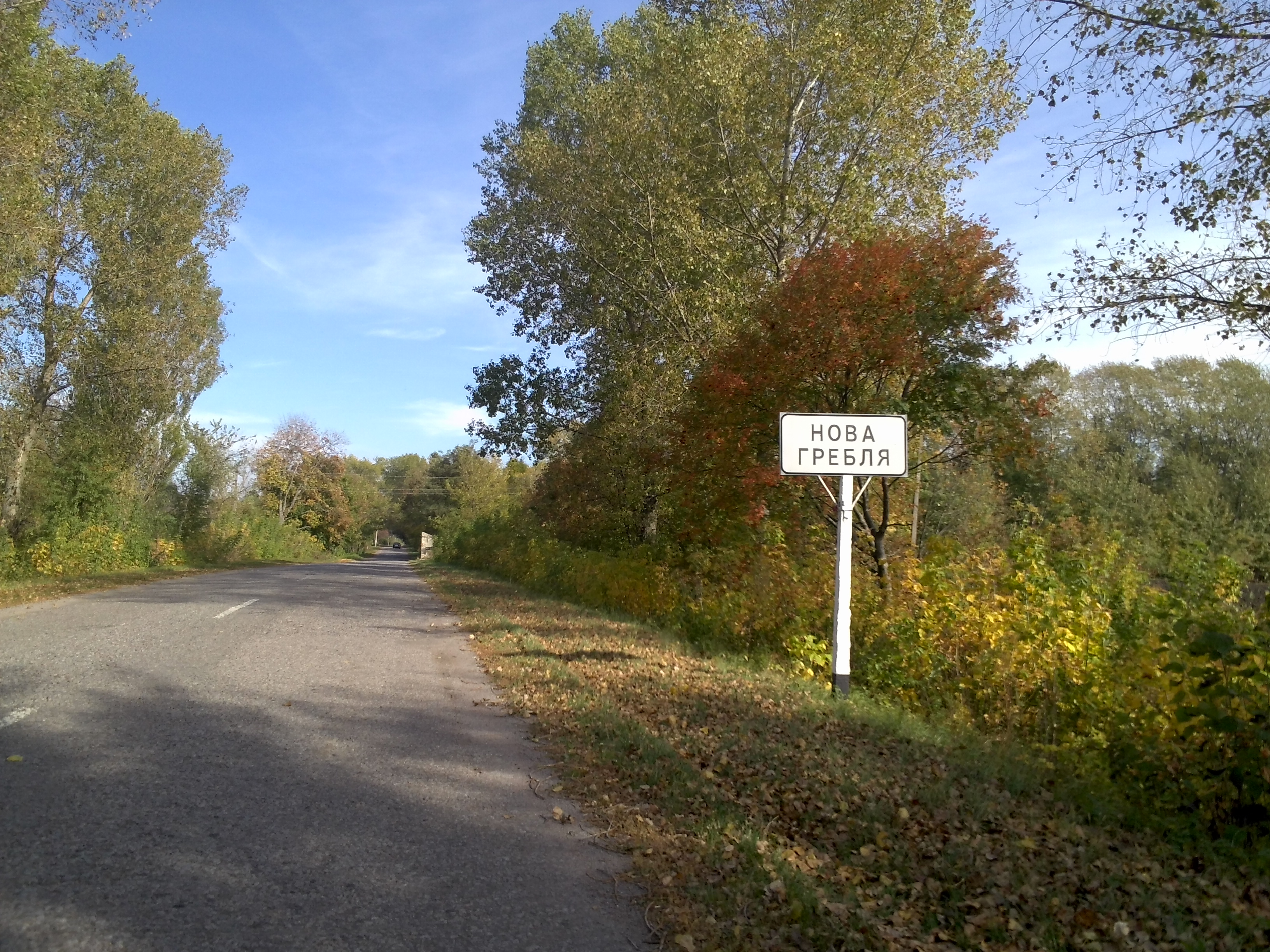
В'їзд
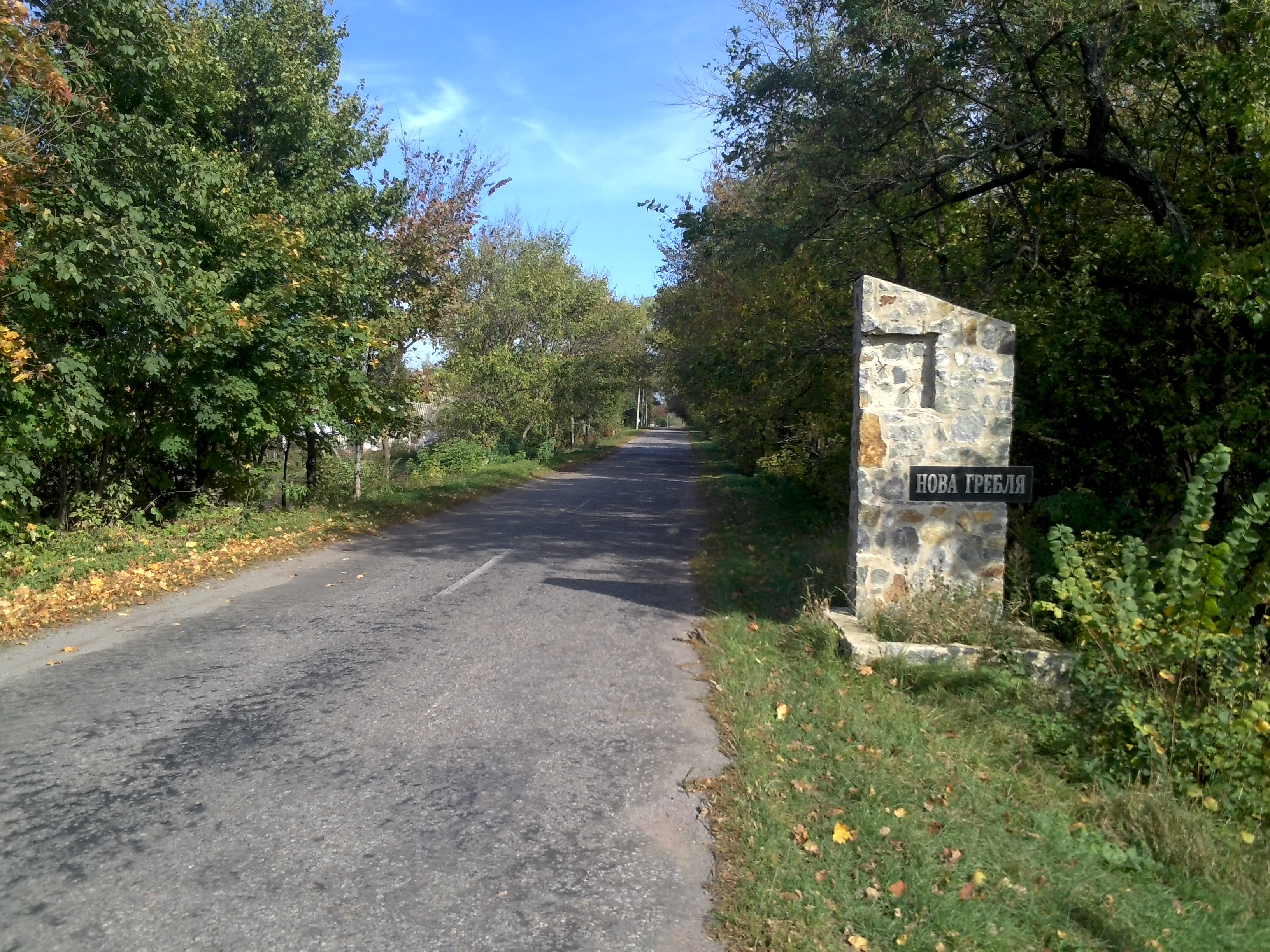
Знак на в'їзді в село
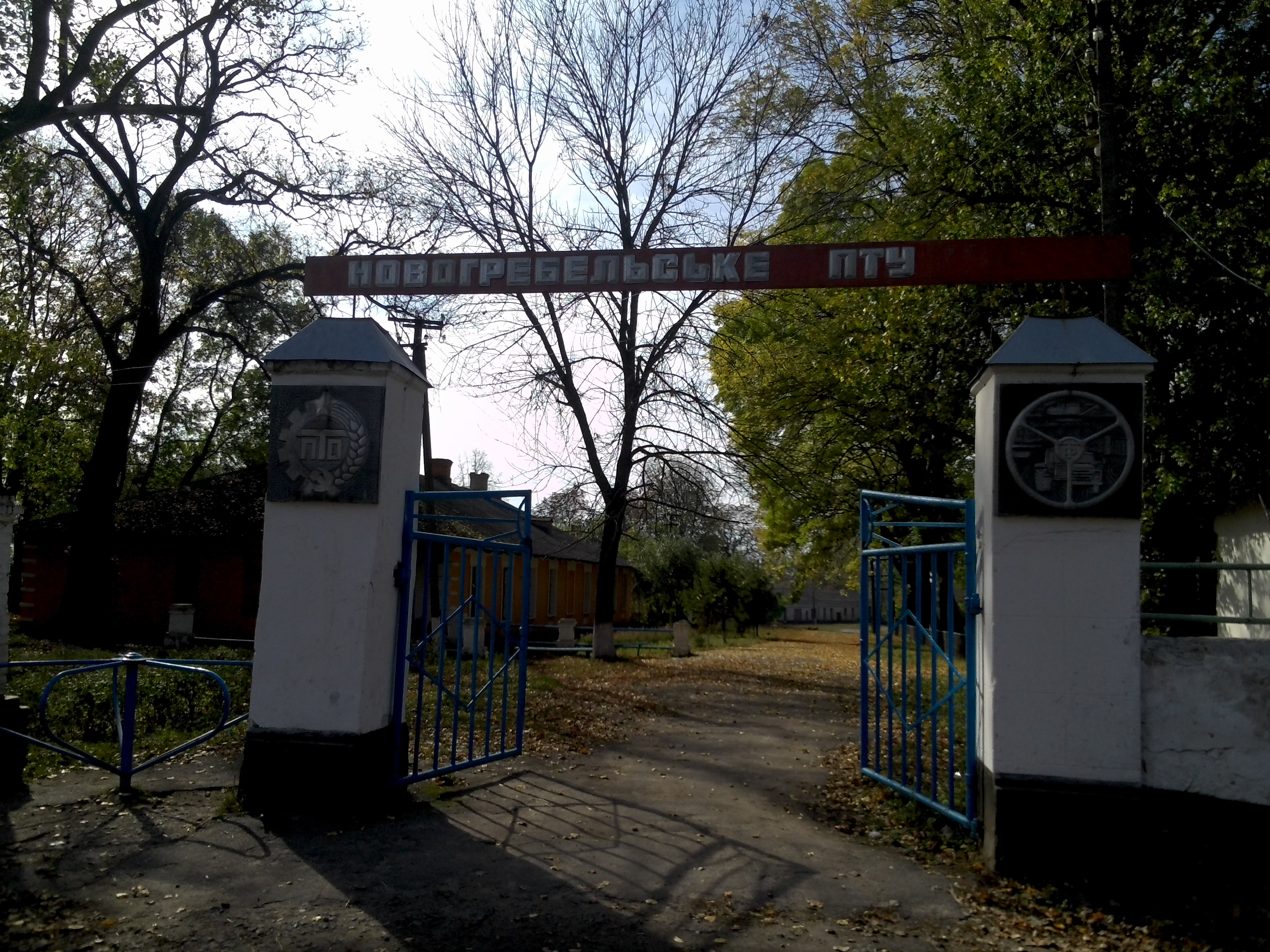
Професійно-технічне училище
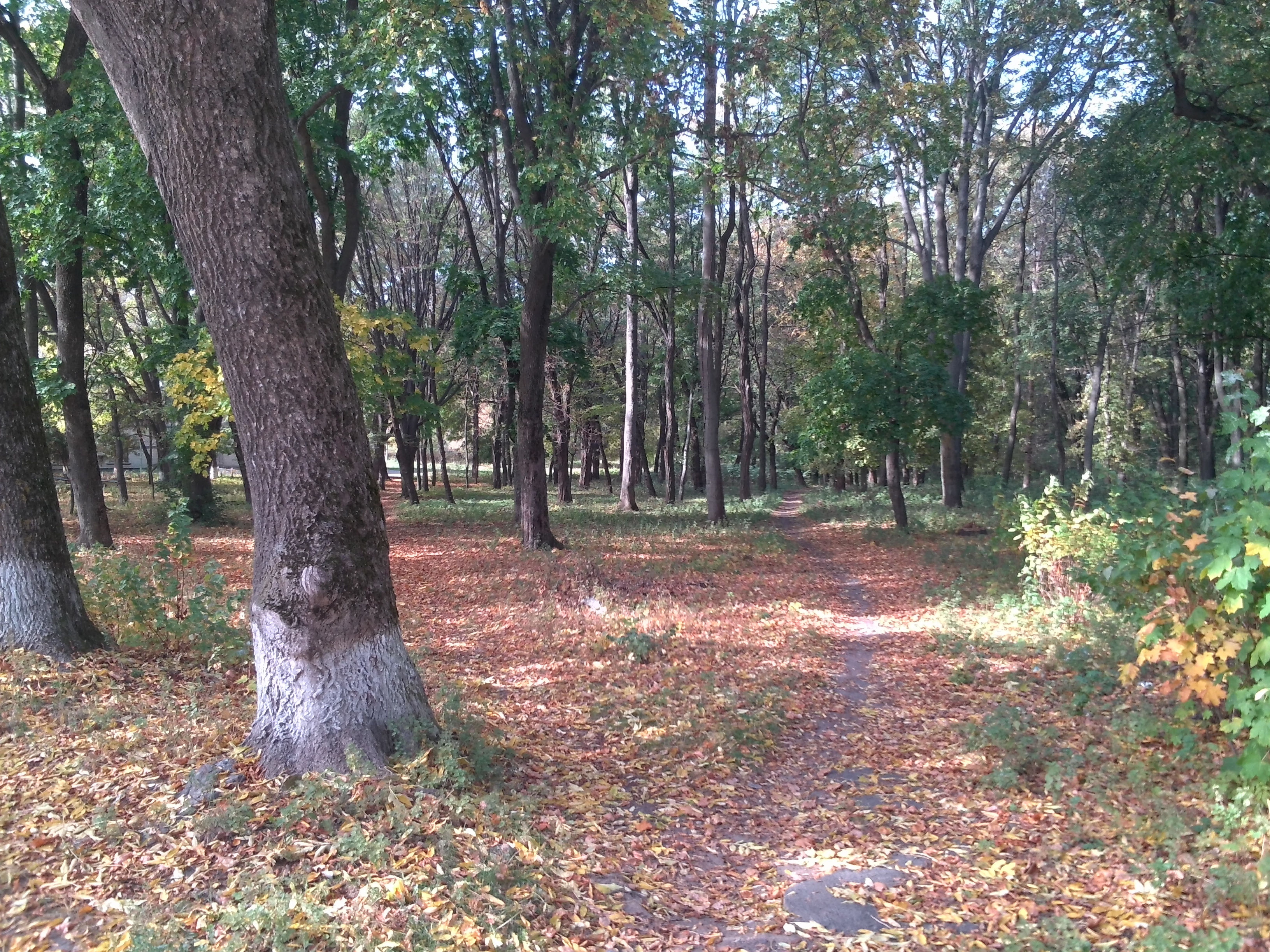
Парк
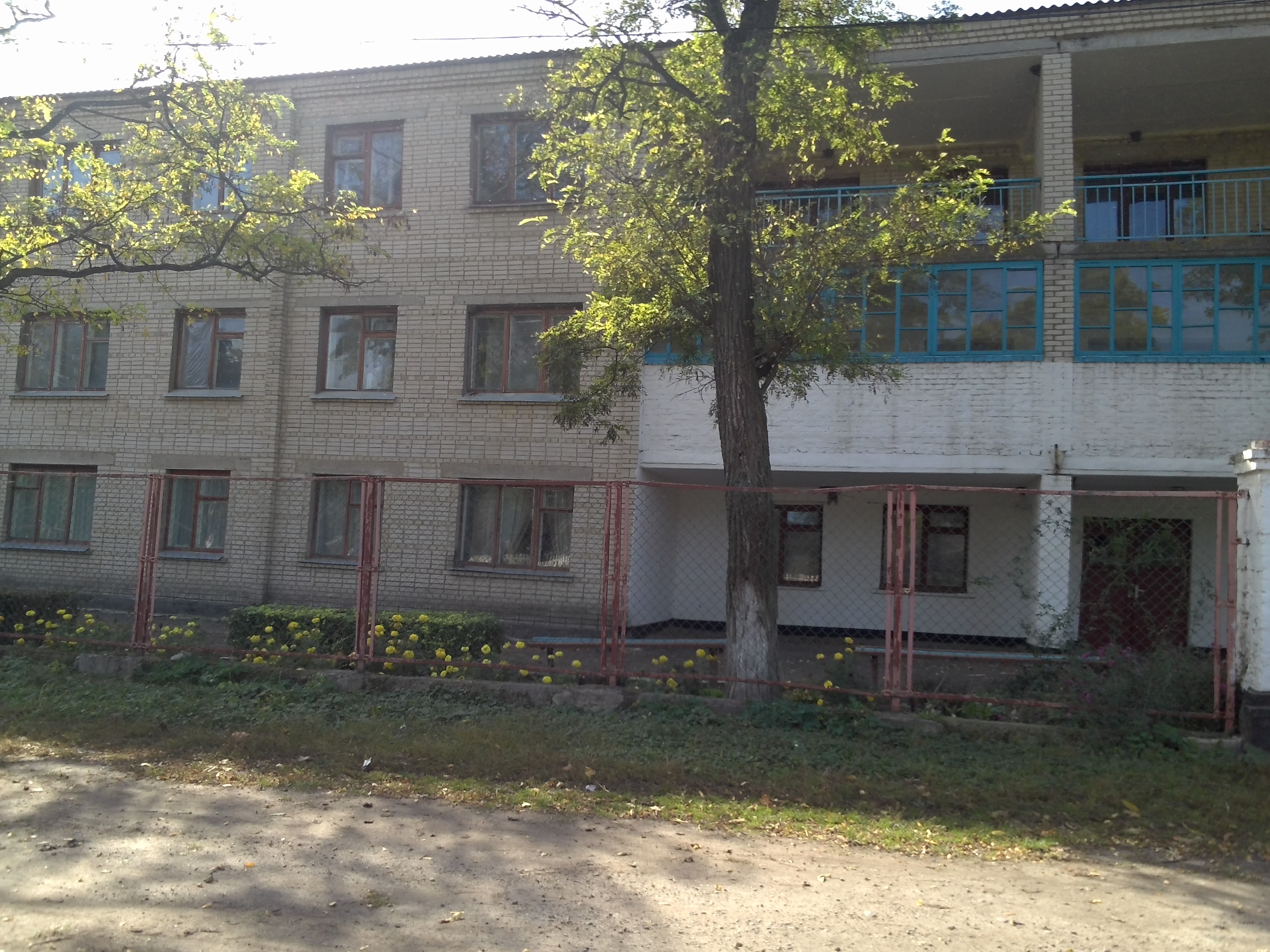
Гуртожиток профтехучилища
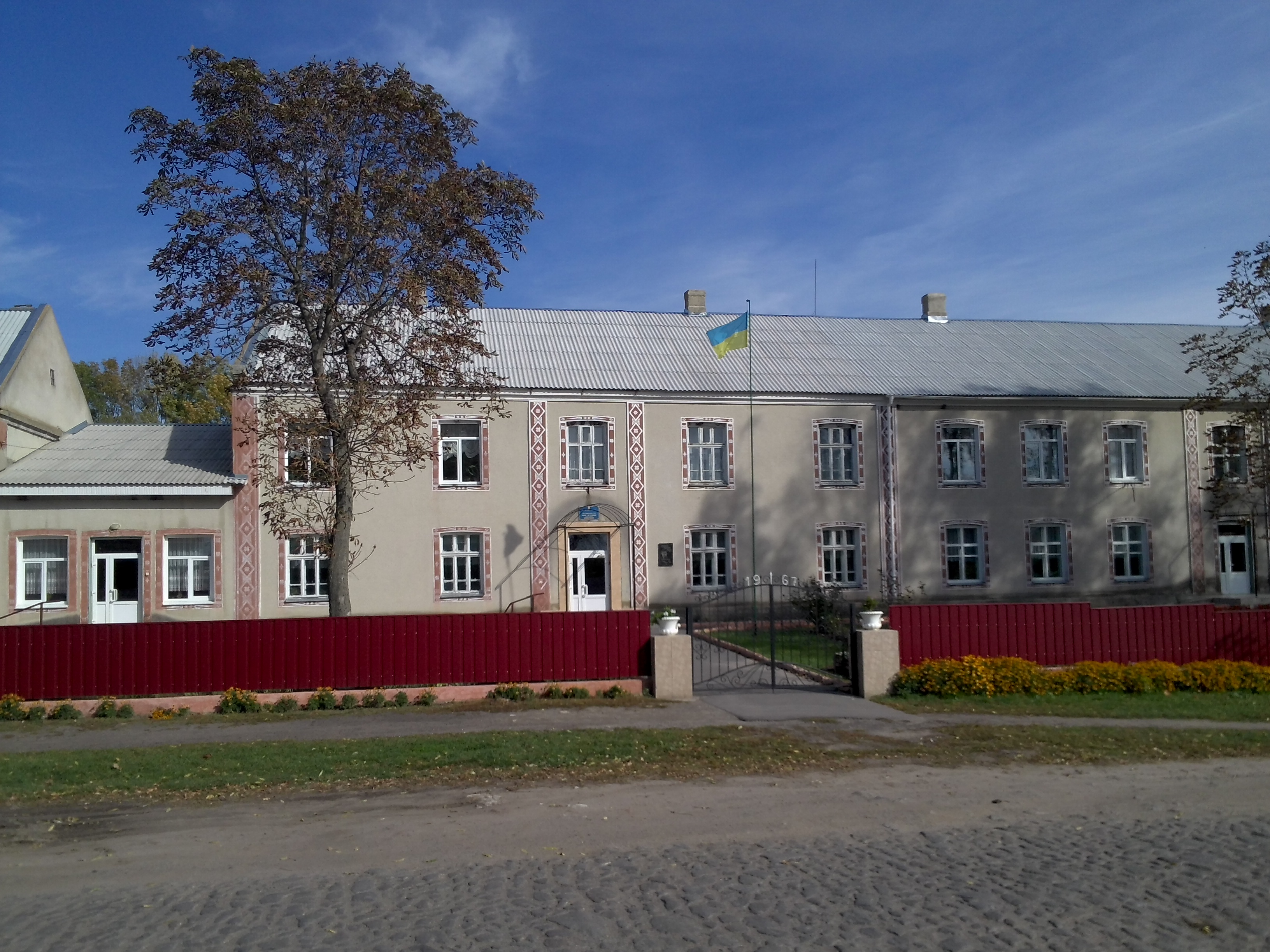
Школа
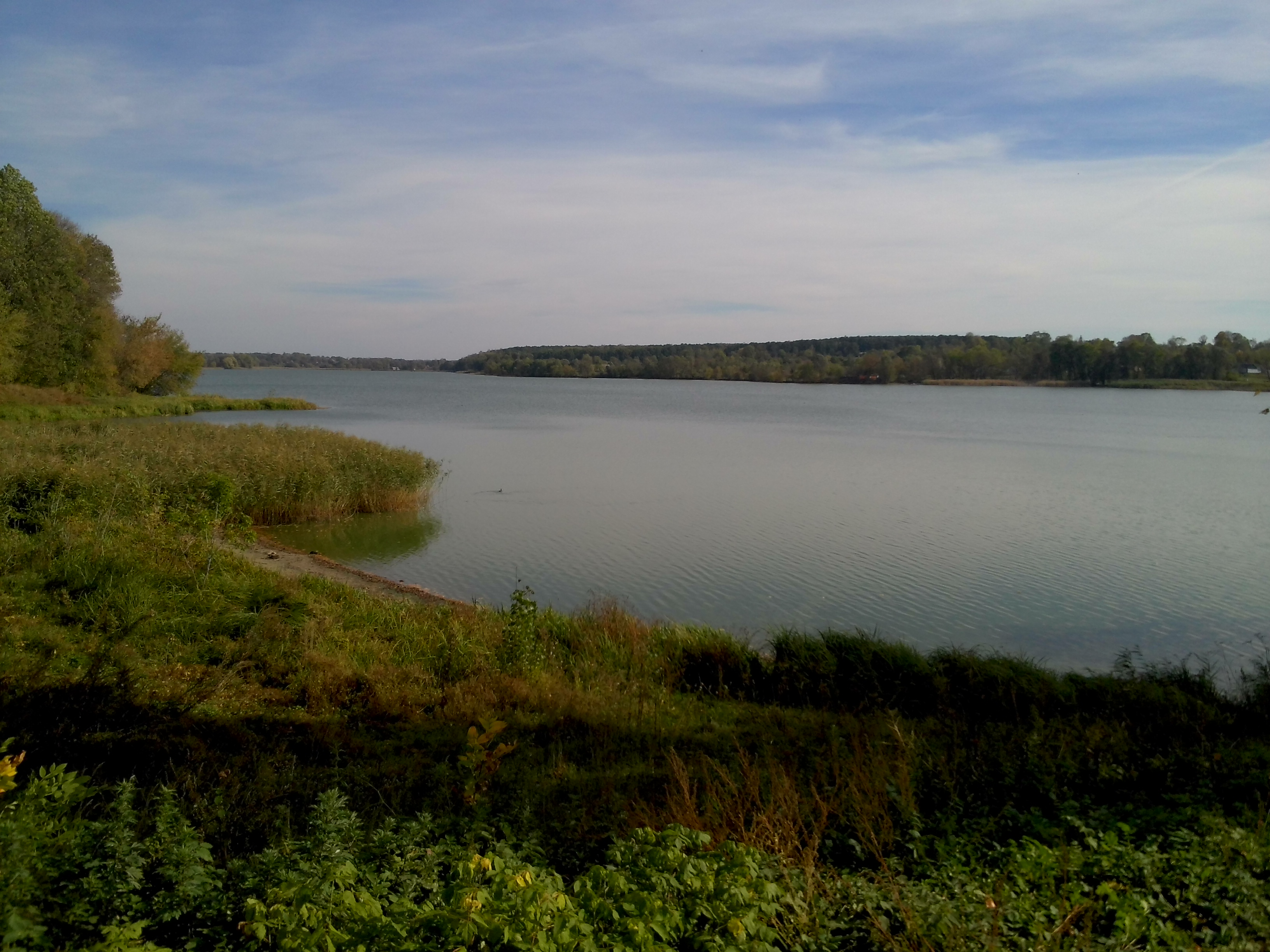
Ставок
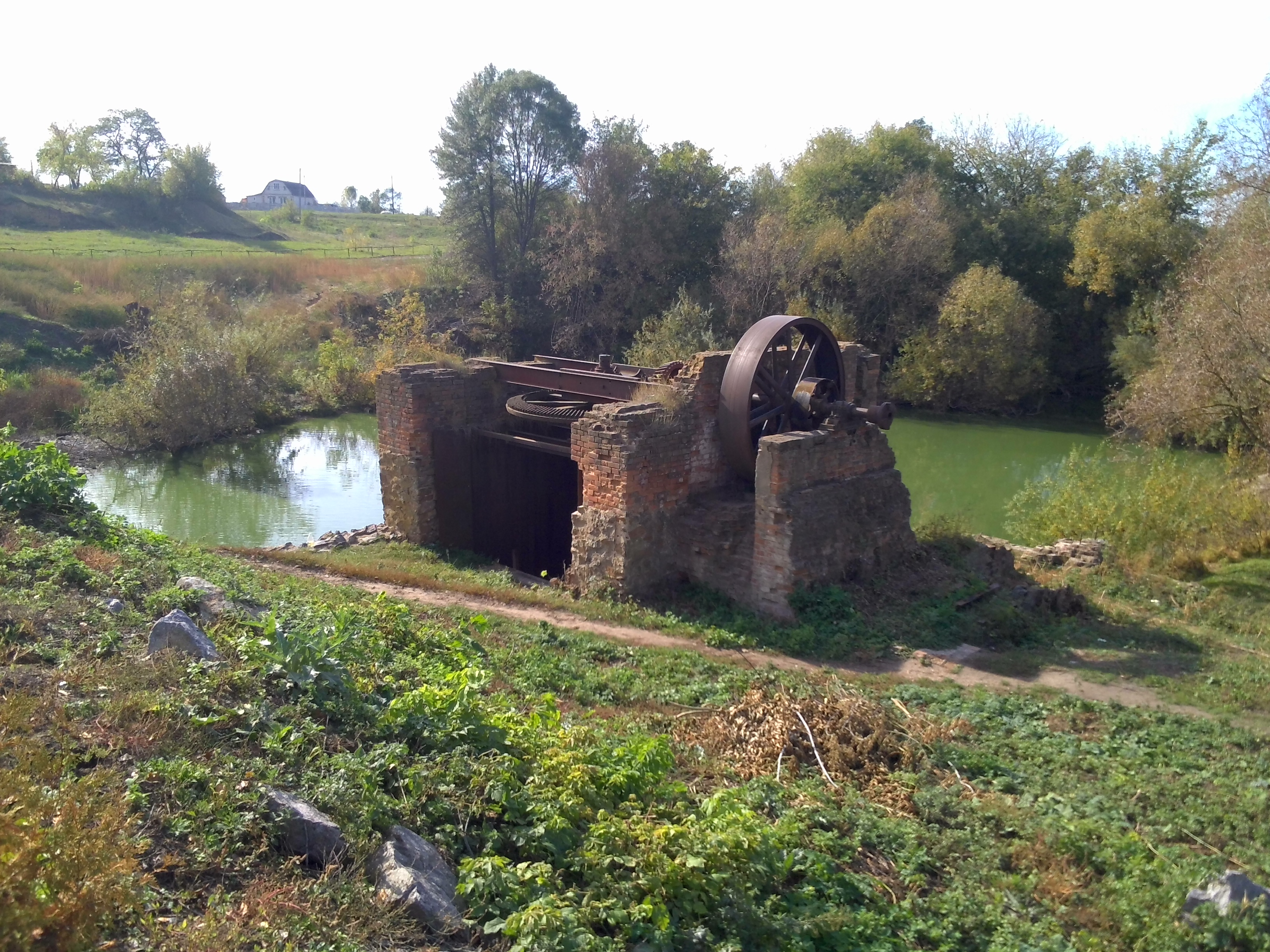
Старий млин
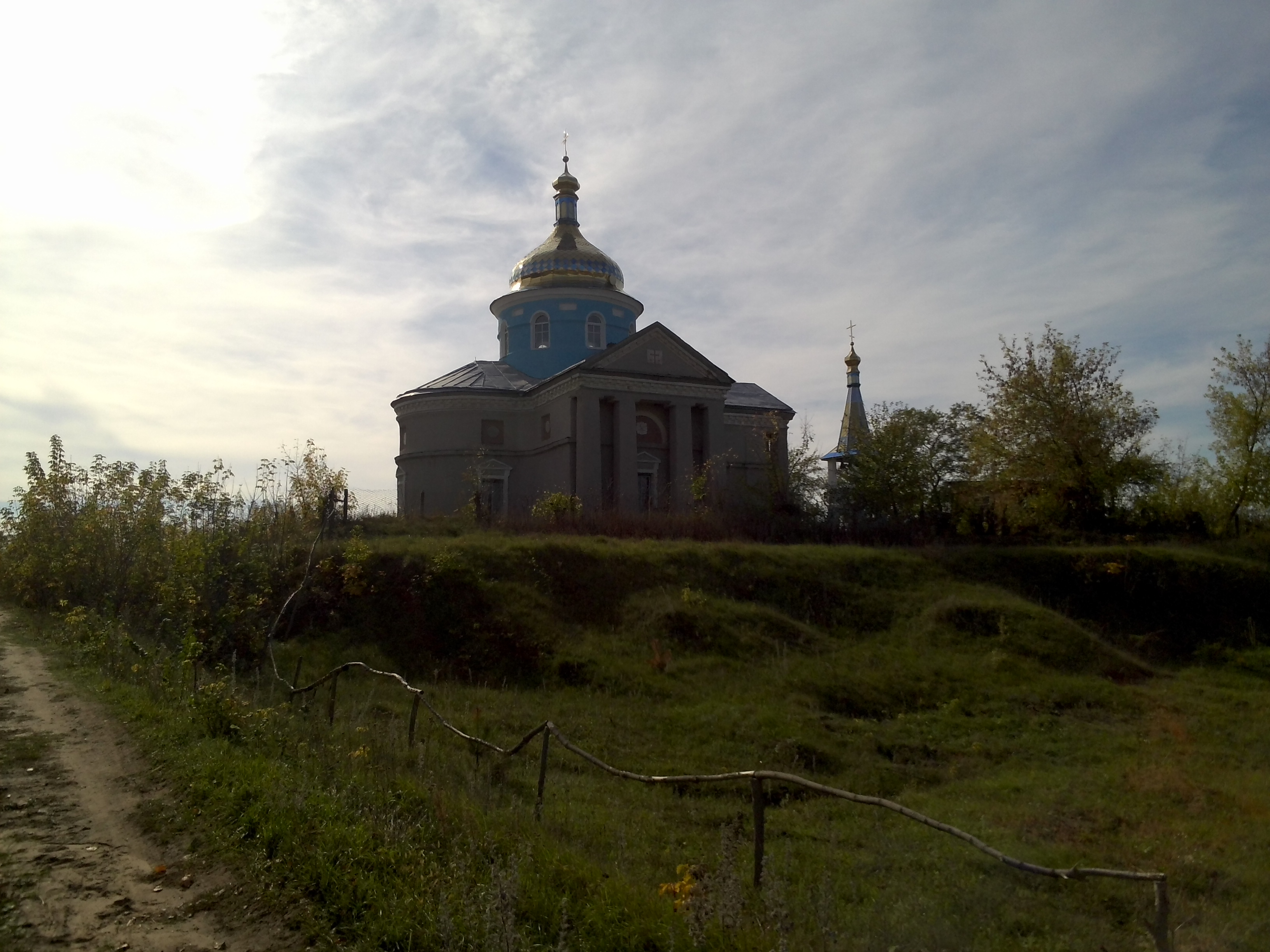
Церква
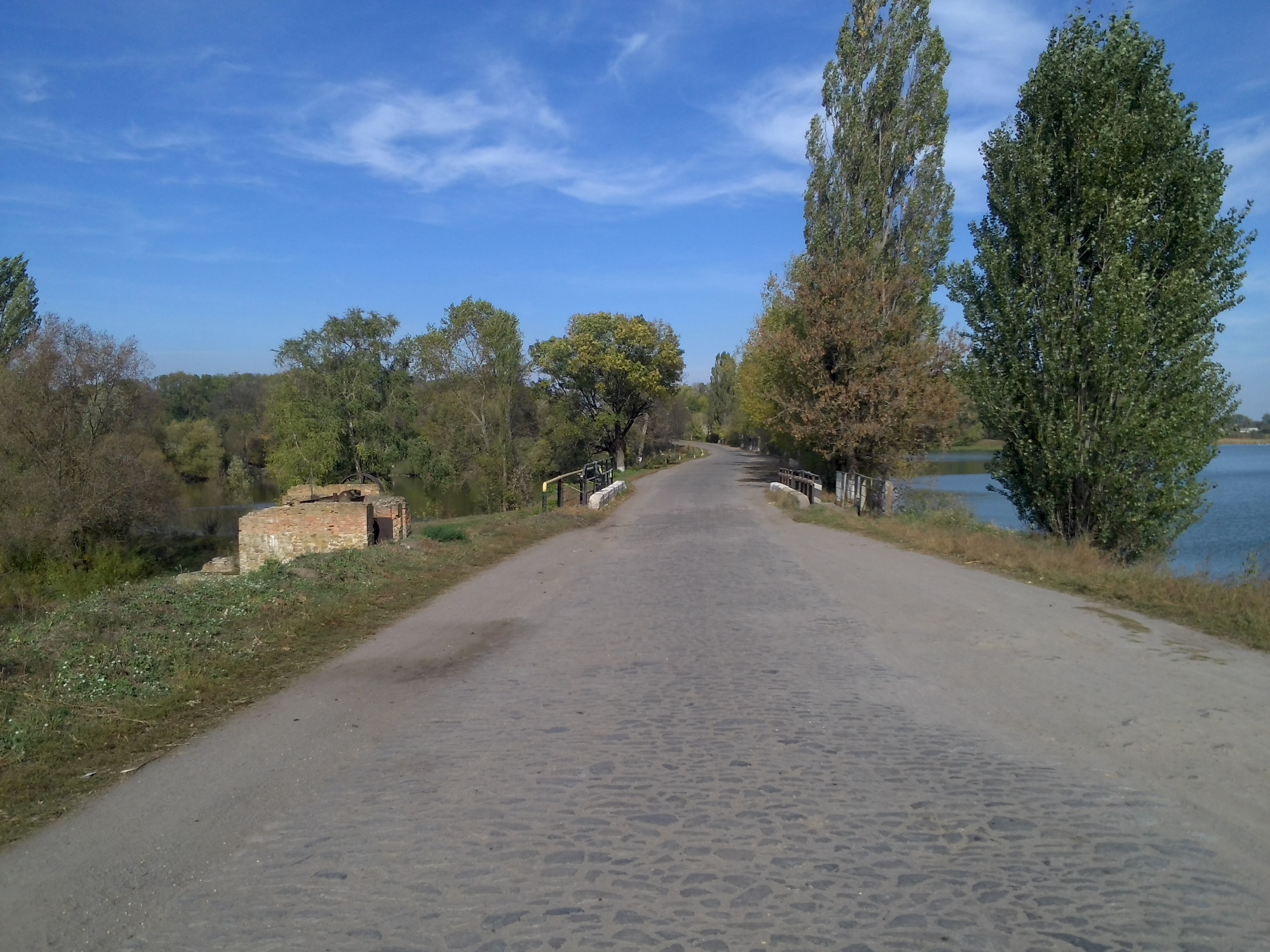
Дорога через греблю
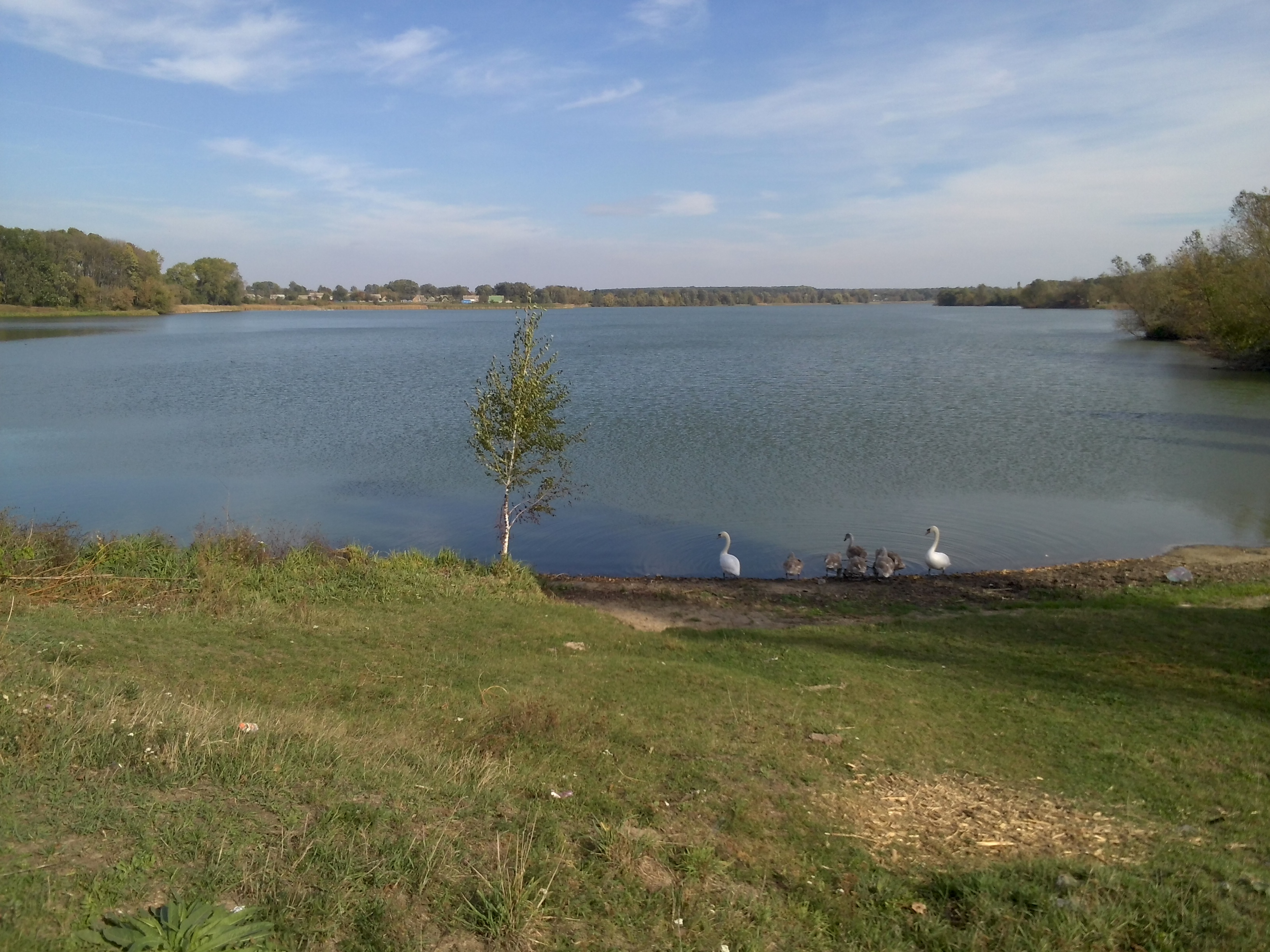
Ставок
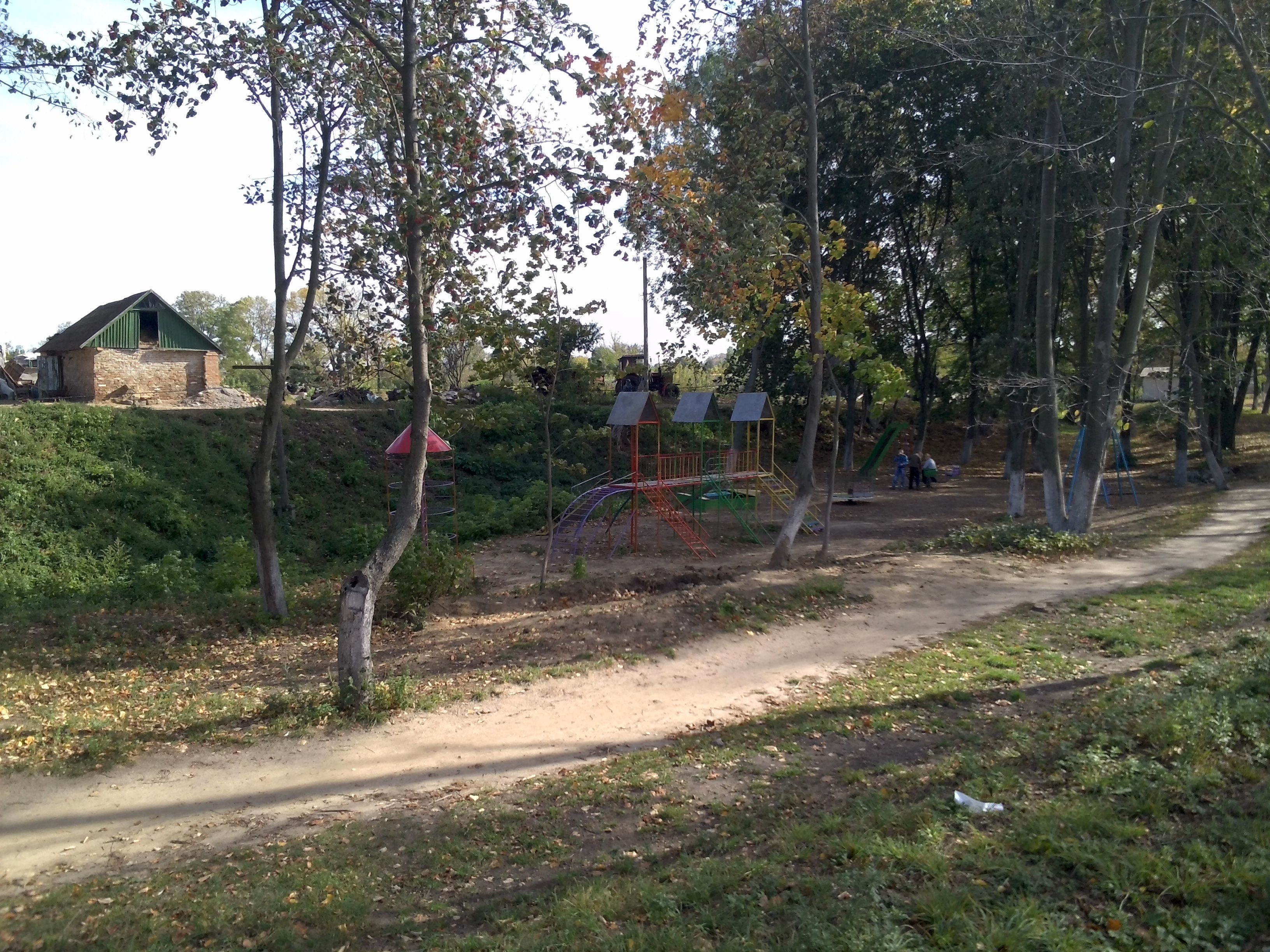
Дитячий майданчик
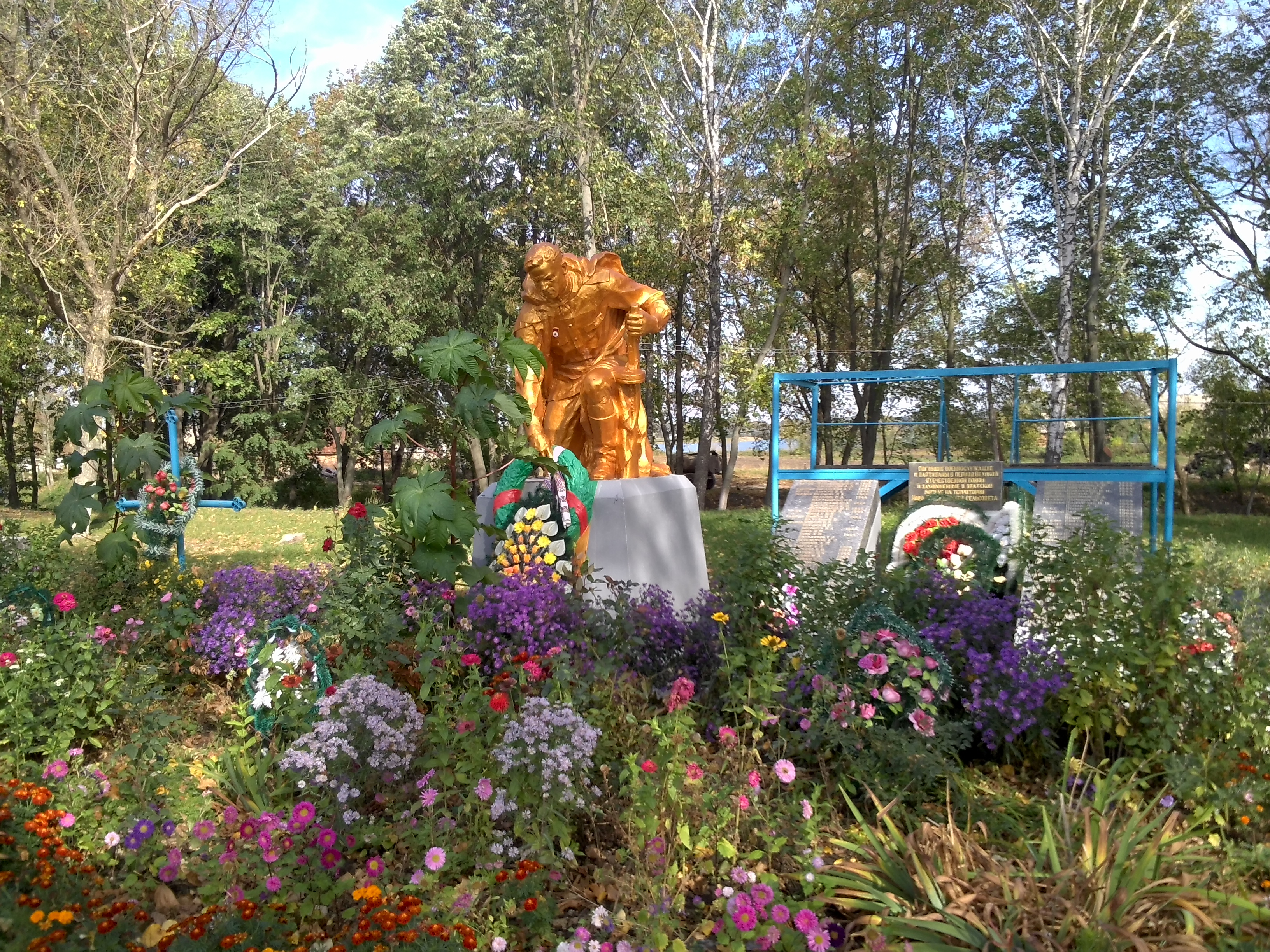
Пам'ятник на Братській могилі
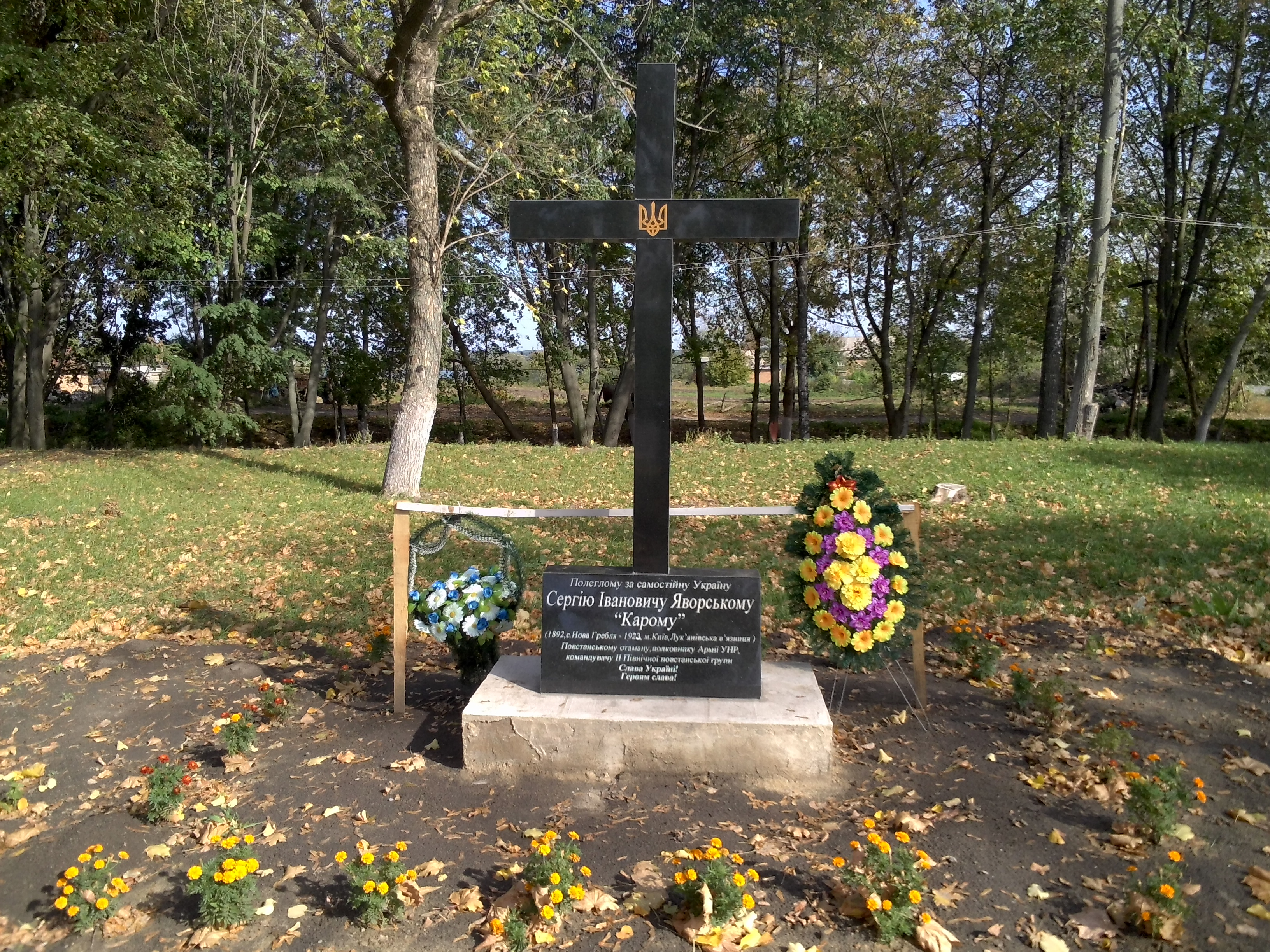
Хрест пам'яті видатного уродженця села Сергія Яворського «Карого»
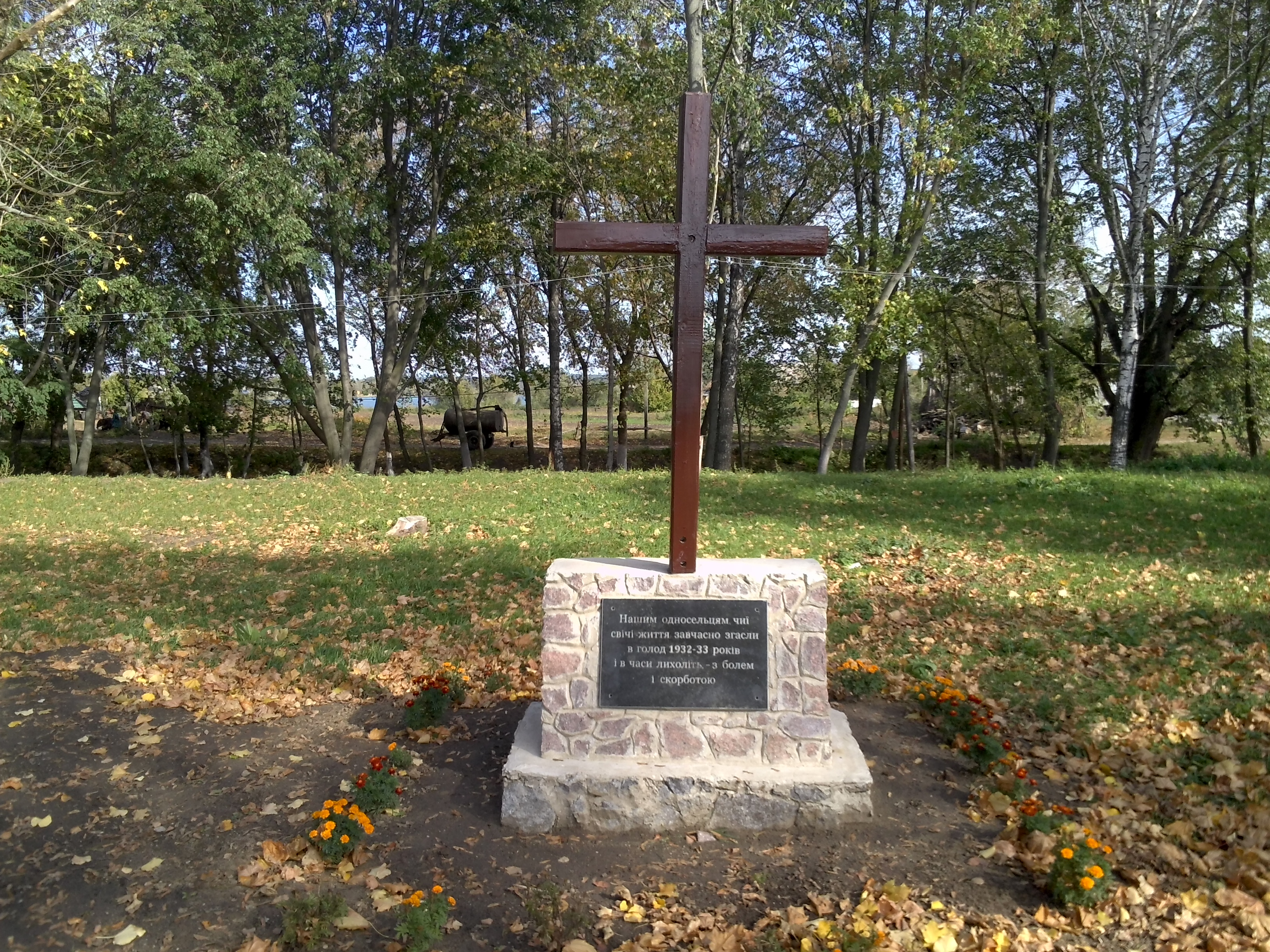
Пам'ять про жертв Голодомору
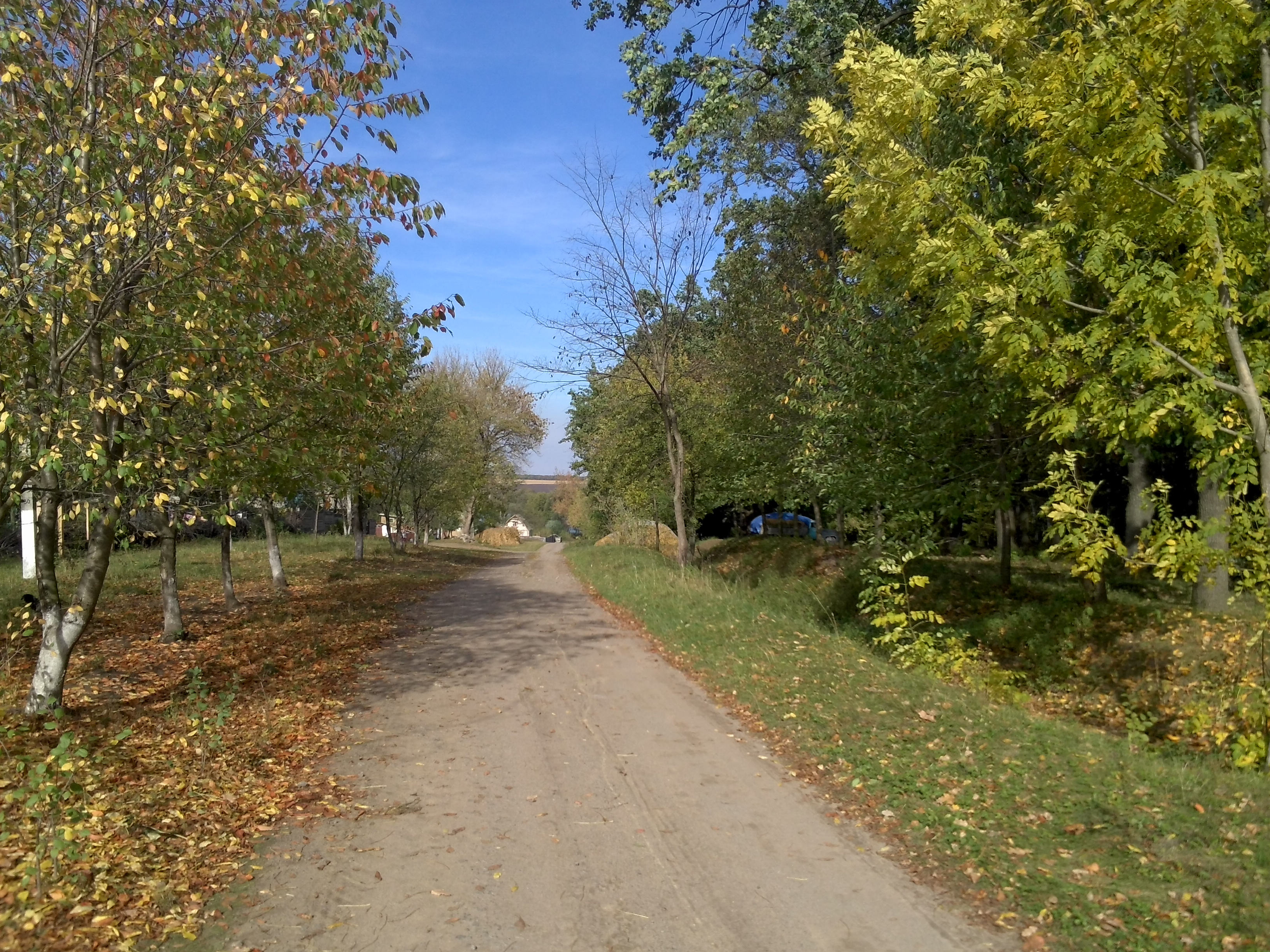
Дорога до ставка
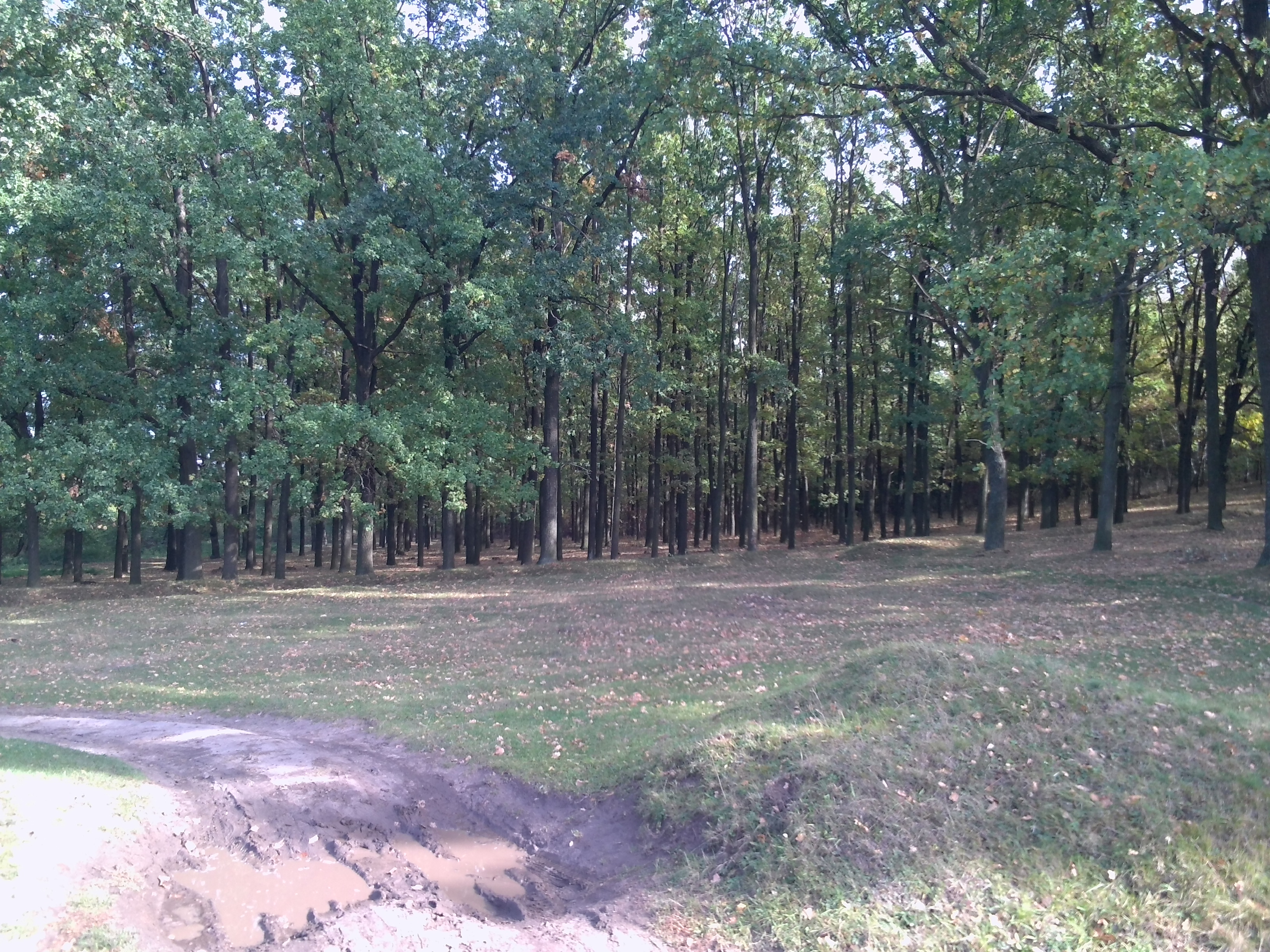
Ліс
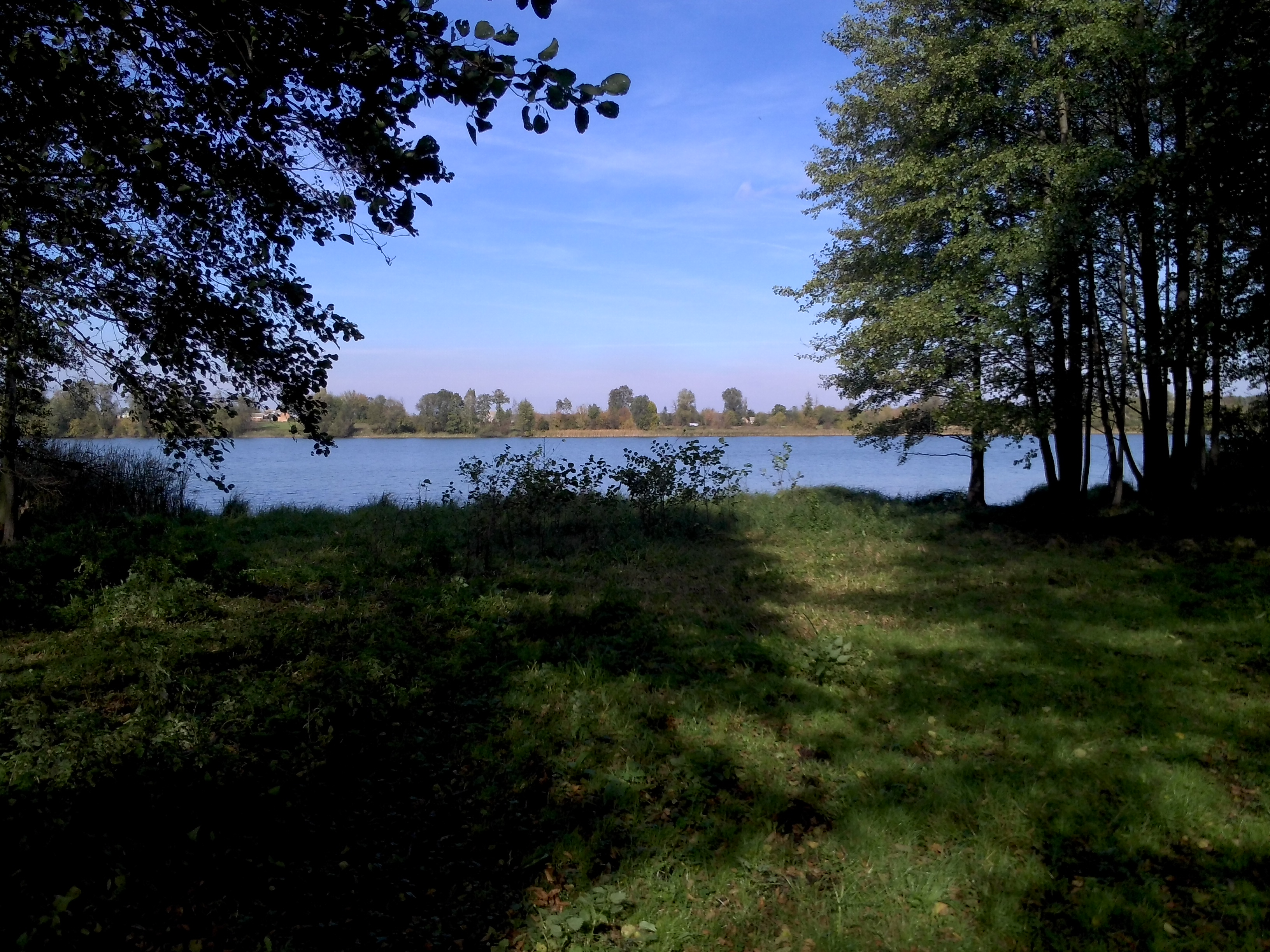
Краєвид